# Arrondissement de Saumur
L'arrondissement de Saumur est une division administrative française située dans le département de Maine-et-Loire et la région Pays de la Loire.
Il fut créé en 1800 de la réunion des deux districts de Saumur et de Vihiers. À la disparition de l'arrondissement de Baugé en 1926, il fut complété des cantons de Baugé, de Longué et de Noyant.

## Composition

### Cantons
- canton de Beaufort-en-Anjou
- canton de Doué-en-Anjou
- canton de Longué-Jumelles
- canton de Saumur

### Découpage communal depuis 2015
Depuis 2015, le nombre de communes des arrondissements varie chaque année soit du fait du redécoupage cantonal de 2014 qui a conduit à l'ajustement de périmètres de certains arrondissements, soit à la suite de la création de communes nouvelles. Le nombre de communes de l'arrondissement de Saumur est ainsi de 107 en 2015, 85 en 2016, 56 en 2017, 54 en 2018 et 52 en 2019.
Au 1er janvier 2024, l'arrondissement groupe les 52 communes suivantes :
1. Allonnes
2. Antoigné
3. Artannes-sur-Thouet
4. Baugé-en-Anjou
5. Beaufort-en-Anjou
6. Bellevigne-les-Châteaux
7. Blou
8. Les Bois d'Anjou
9. Brain-sur-Allonnes
10. La Breille-les-Pins
11. Brossay
12. Cizay-la-Madeleine
13. Le Coudray-Macouard
14. Courchamps
15. Courléon
16. Dénezé-sous-Doué
17. Distré
18. Doué-en-Anjou
19. Épieds
20. Fontevraud-l'Abbaye
21. Gennes-Val-de-Loire
22. La Lande-Chasles
23. Longué-Jumelles
24. Louresse-Rochemenier
25. Mazé-Milon
26. La Ménitré
27. Montreuil-Bellay
28. Montsoreau
29. Mouliherne
30. Neuillé
31. Noyant-Villages
32. Parnay
33. La Pellerine
34. Le Puy-Notre-Dame
35. Rou-Marson
36. Saint-Clément-des-Levées
37. Saint-Just-sur-Dive
38. Saint-Macaire-du-Bois
39. Saint-Philbert-du-Peuple
40. Saumur
41. Souzay-Champigny
42. Tuffalun
43. Turquant
44. Les Ulmes
45. Varennes-sur-Loire
46. Varrains
47. Vaudelnay
48. Vernantes
49. Vernoil-le-Fourrier
50. Verrie
51. Villebernier
52. Vivy

## Démographie
En 2022, l'arrondissement comptait 132 760 habitants.
| 1968    | 1975    | 1982    | 1990    | 1999    | 2006    | 2011    | 2016    | 2021    |
| ------- | ------- | ------- | ------- | ------- | ------- | ------- | ------- | ------- |
| 124 520 | 124 609 | 127 946 | 127 948 | 128 322 | 132 812 | 136 248 | 135 333 | 133 080 |

| 2022    | - | - | - | - | - | - | - | - |
| ------- | - | - | - | - | - | - | - | - |
| 132 760 | - | - | - | - | - | - | - | - |

## Sous-préfets
| Période           | Période           | Identité                                    | Fonction précédente                                                                                    | Observation                                                                                     |
| ----------------- | ----------------- | ------------------------------------------- | --- | ----------------------------------------------------------------------------------------------- |
|                   |                   |                                             | |                                                                                                 |
| 1819              | 1820              | Jean Vatout[réf. nécessaire]                | |                                                                                                 |
|                   |                   |                                             | |                                                                                                 |
| 1828              | juillet 1830      | Pierre-Étienne-Joseph de Boësnier           | | Démissionnaire à la révolution des Trois Glorieuses                                             |
| 12 août 1830      | 12 novembre 1835  | Prudent Bruley-Desvarannes (Prudent Bruley) | | Nommé préfet de Tarn-et-Garonne                                                                 |
| 12 novembre 1835  | 7 janvier 1842    | Jean Galzain                                | Sous-préfet de Morlaix                                                                                 | Nommé préfet de la Charente                                                                     |
| 17 janvier 1842   | 4 janvier 1847    | Pierre Leroy-Beaulieu                       | | Nommé préfet du Lot                                                                             |
| 10 janvier 1847   | février 1848      | Alphonse Boby de la Chapelle                | Sous-préfet de Dinan                                                                                   | Révoqué à la révolution de 1848                                                                 |
| 16 mars 1848      | 31 octobre 1848   | Ferdinand Mars-Larivière                    | | Nommé préfet des Côtes-du-Nord                                                                  |
| 11 novembre 1848  | 16 septembre 1851 | Alphonse Boby de la Chapelle                | | Nommé préfet de la Vendée                                                                       |
|                   |                   |                                             | |                                                                                                 |
| 3 avril 1875      | 19 mai 1877       | Octave Blanc                                | Sous-préfet de Clamecy                                                                                 | Nommé préfet des Deux-Sèvres                                                                    |
| 30 décembre 1877  | 25 mars 1879      | Ernest Huet                                 | Sous-préfet de Domfront                                                                                | Nommé sous-préfet de Dieppe                                                                     |
| 25 mars 1879      | 28 août 1881      | Aristide Demangeat                          | Sous-préfet de Pontivy                                                                                 | Nommé sous-préfet de Douai                                                                      |
| 28 août 1881      | 8 février 1882    | Louis Boiron-Ebeling                        | Sous-préfet d'Avesnes                                                                                  | Mis en disponibilité. Nommé sous-préfet de Villefranche-sur-Saône en mai 1882                   |
| 28 février 1882   |                   | Louis Cottineau                             | Sous-préfet de Fontenay                                                                                | Mort en fonction                                                                                |
|                   |                   |                                             | |                                                                                                 |
| 22 décembre 1891  | 16 novembre 1895  | Jean Tillol                                 | Sous-préfet de Louviers                                                                                | Nommé secrétaire général de la préfecture de Meurthe-et-Moselle                                 |
| 16 novembre 1895  | 6 janvier 1897    | Jean Peyre                                  | Sous-préfet de Cholet                                                                                  | Nommé secrétaire général de la préfecture d'Alger. Non installé                                 |
| 6 janvier 1897    | 31 mai 1902       | Jean Gaitet                                 | Secrétaire général de la préfecture d'Alger                                                            | Remplacé et sous-préfet honoraire                                                               |
| 31 mai 1902       | 30 juillet 1906   | Louis Cordelet                              | Sous-préfet de Vendôme                                                                                 | Nommé préfet de la Mayenne                                                                      |
| 30 juillet 1906   | 3 octobre 1910    | François Lasserre                           | Sous-préfet de Béthune                                                                                 | Nommé préfet de la Lozère                                                                       |
| 3 octobre 1910    | 2 mars 1912       | Louis Fontanès                              | Sous-préfet de Brest                                                                                   | Nommé administrateur du Territoire de Belfort                                                   |
| 2 mars 1912       | 15 juillet 1914   | Léon Tainturier                             | Sous-préfet de Montbéliard                                                                             | Nommé sous-préfet de Fougères                                                                   |
| 15 juillet 1914   | 20 juin 1919      | Jean Senné-Desjardins                       | Secrétaire général de la préfecture de Meurthe-et-Moselle                                              | Nommé sous-préfet de Verdun                                                                     |
| 20 juin 1919      | 1926              | Fernand Roimarmier                          | Sous-préfet de Verdun                                                                                  | Remplacé                                                                                        |
|                   |                   |                                             | |                                                                                                 |
| 16 février 1933   | 16 février 1933   | Maurice Agulhon                             | Chef adjoint de cabinet du président du conseil ministre des affaires étrangères                       | Non installé. Rattaché à la préfecture de Seine-et-Oise                                         |
| 16 février 1933   | 8 août 1933       | Edmond Pascal                               | Sous-préfet de Carpentras                                                                              | Nommé secrétaire général de la préfecture de l'Hérault                                          |
|                   |                   |                                             | |                                                                                                 |
| 20 avril 1935     | 9 mai 1936        | Pierre Gazagne                              | Détaché en tant que sous-chef du service de surveillance et de protection des indigènes nord-africains | Nommé secrétaire général de la préfecture du Haut Comité méditerranéen                          |
| 9 mai 1936        | 20 octobre 1936   | Eugène Touzé                                | Chef de cabinet du Commissaire général au Tourisme                                                     | Nommé sous-préfet de Soissons                                                                   |
|                   |                   |                                             | |                                                                                                 |
| 25 août 1939      | 10 février 1941   | Charles Cruveilhier                         | Conseiller de préfecture au conseil de préfecture interdépartemental de Nantes                         | Retraite                                                                                        |
|                   |                   |                                             | |                                                                                                 |
| 13 décembre 1944  | 11 juin 1950      | Pierre Capifali                             | Sous-préfet de Morlaix                                                                                 | Mis à la disposition du ministre des Finances et des Affaires économiques                       |
|                   |                   |                                             | |                                                                                                 |
| 30 août 1967      | 26 décembre 1969  | Gabriel Labrunie                            | Sous-préfet de Vichy                                                                                   | Nommé sous-préfet de Châteaubriant                                                              |
|                   |                   |                                             | |                                                                                                 |
| 19 juin 1996      | 9 avril 1999      | Gérard Lemaire                              | Sous-préfet de Strasbourg-Campagne                                                                     | Réintégré dans son cadre d'emplois d'origine, administrateur territorial                        |
| 28 avril 1999     | 24 octobre 2002   | Dominique Fetrot                            | Sous-préfet de Lannion                                                                                 | Nommé sous-préfet de Saint-Quentin                                                              |
| 31 octobre 2002   | 3 août 2005       | Colin Miège                                 | Administrateur civil                                                                                   | Réintégré dans son corps d'origine                                                              |
| 3 août 2005       | 19 septembre 2008 | Jean-Claude Bernard                         | Sous-préfet de Morlaix                                                                                 | Réintégré conseiller du corps des tribunaux administratifs et des cours administratives d'appel |
| 26 septembre 2008 | 30 août 2010      | Jean-Claude Hermet                          | Administrateur civil                                                                                   | Réintégré dans son corps d'origine                                                              |
| 30 août 2010      | 19 octobre 2011   | Abdel Kader Guerza                          | Directeur de cabinet du préfet du secrétaire général de la préfecture de Paris                         | Nommé sous-préfet de Dreux                                                                      |
| 18 novembre 2011  | 18 août 2015      | Jean-Yves Lallart                           | Sous-préfet de Riom                                                                                    | Nommé sous-préfet du Blanc                                                                      |
| 18 août 2015      | 10 avril 2019     | Jean-Yves Hazoumé                           | Administrateur civil                                                                                   | Réintégré dans son corps d'origine                                                              |
| 30 avril 2019     |                   | Samuel Gesret                               | Colonel de sapeurs-pompiers professionnels, sous-préfet de Chinon                                      |                                                                                                 |

## Galerie

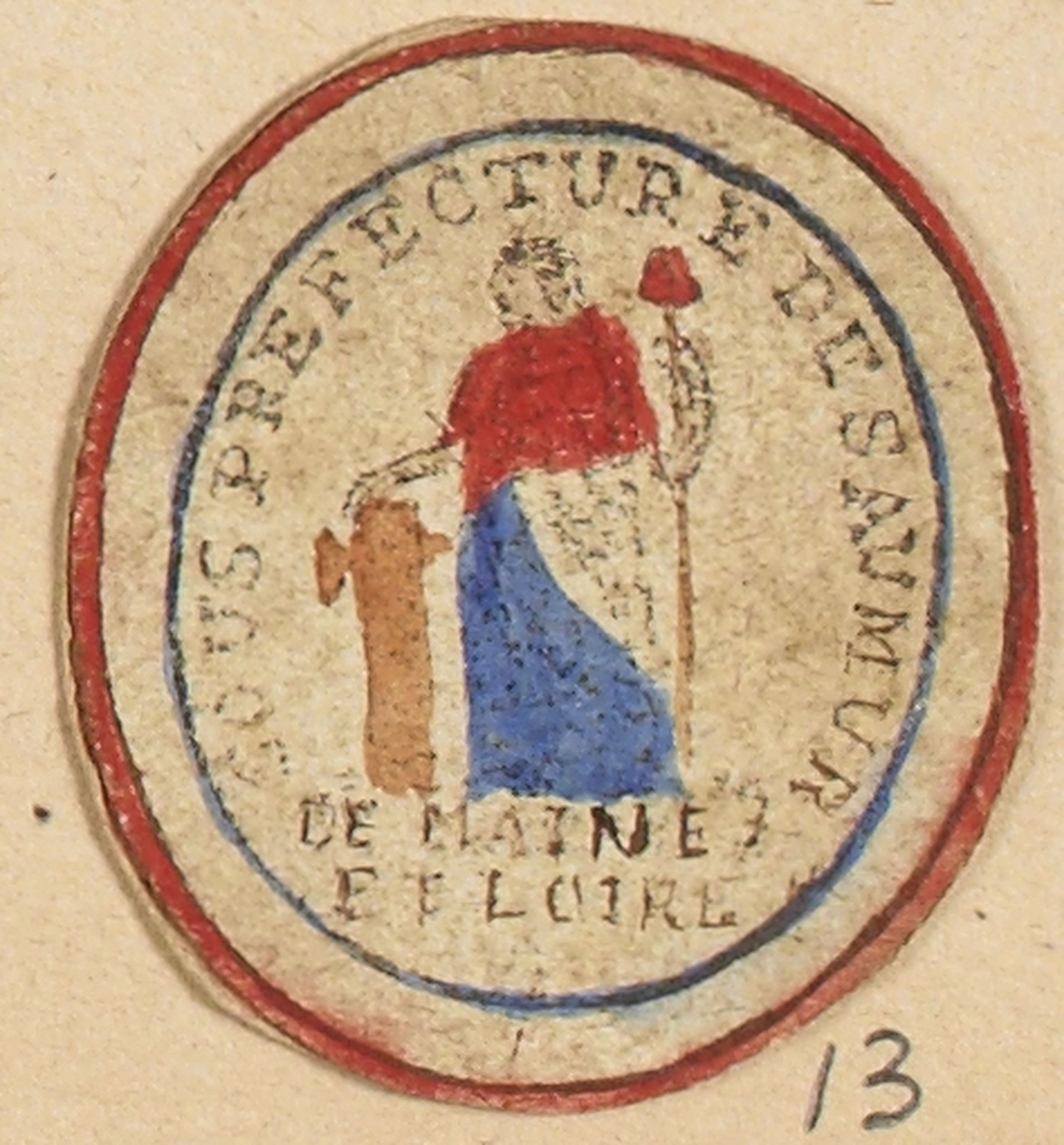
Jeton (sous la Révolution) de la SOUS PREFECTURE DE SAUMUR DE MAINE ET LOIRE